# Sint-Janskerk (Maldingen)

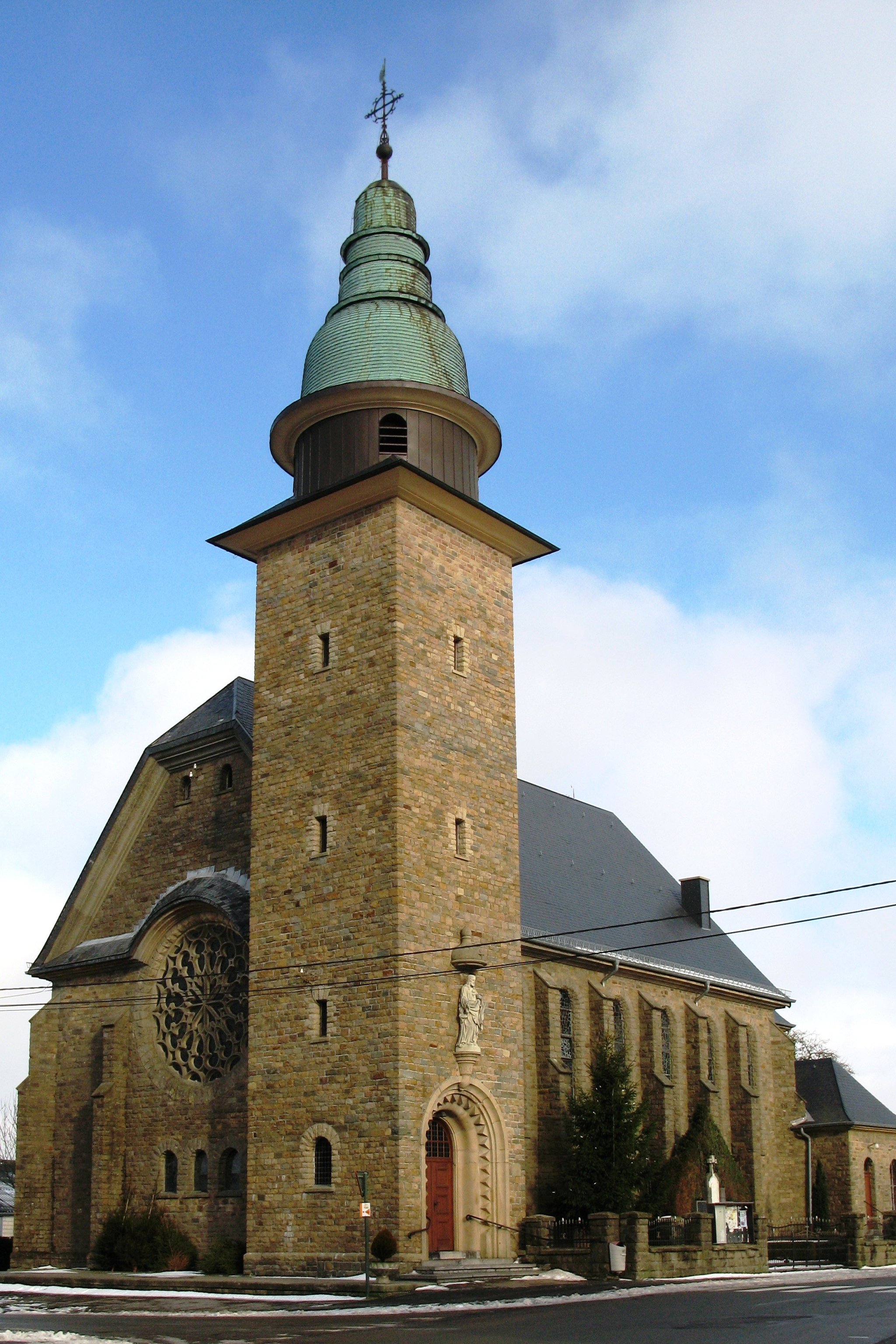
Sint-Janskerk

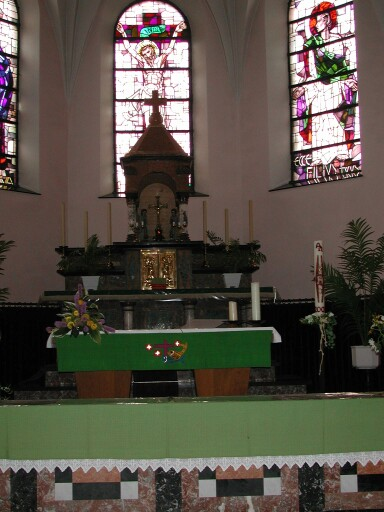
Koor

De Sint-Janskerk is de parochiekerk van de tot de Luikse gemeente Burg-Reuland behorende plaats Maldingen.

## Geschiedenis
Reeds in de 11e eeuw bezat Maldingen een kapel, waarvan het tiendrecht berustte bij de Heer van Thommen. In 1776 werd een nieuwe kapel gebouwd. Deze geraakte in een slechte staat en was verder ook te klein. In 1926 werd een nieuwe, grotere, kerk gebouwd naar ontwerp van Henri Cunibert.
De oude kapel bleef bestaan, maar deze werd tijdens het Ardennenoffensief (winter 1944/1945) zwaar beschadigd en moest in 1955 worden gesloopt.